# Game & Watch
I Game & Watch (ゲーム&ウオッチ?, Gēmu & Uotchi) sono una serie di giochi elettronici portatili, ideati da Gunpei Yokoi (noto anche per l'invenzione della croce direzionale e del Game Boy) e prodotti da Nintendo tra il 1980 e il 1991. Possono essere considerati console dedicate, nel qual caso appartengono alla seconda generazione.
Essi sono composti di un corpo di materiale plastico simile a quello di una calcolatrice in cui sono integrati lo schermo LCD e i tasti d'azione. L'apparecchio, oltre al gioco, è in grado di funzionare da orologio e sveglia (da cui il nome). Molti modelli sono dotati di due schermi, installati sulle due metà del supporto plastico che si apre nello stile di un portafogli verticale, come i più recenti Nintendo 3DS e Nintendo DS. Al loro interno è installata una CPU a 4 bit della famiglia Sharp SM5xx, con incorporate piccole aree RAM e ROM e un circuito per gestire schermi LCD. Il peso minimo di un apparecchio è 60 g.
Intorno al 1983 la Nintendo era probabilmente il maggior produttore mondiale di questo tipo di giochi, producendone circa 1 300 000 unità al mese, dei quali un quarto destinato al mercato giapponese e il resto all'esportazione; in particolare negli USA ne venivano esportati 5 000 000 all'anno e in Europa 1 300 000 all'anno. Complessivamente si vendettero 43,4 milioni di unità, di cui 12,87 milioni in Giappone.
Il prezzo originale di un Game & Watch era di 5 800 yen, e il fatturato nel primo anno fu di 60 miliardi di yen.

## Versioni
I Game & Watch vennero venduti in varie versioni che presentano diverse esperienze di gioco. In tutto uscirono 59 modelli. Tra i giochi prodotti vi sono Chef, Fire, Greenhouse e Manhole, sviluppati unicamente in forma Game & Watch, ma ci furono anche adattamenti di alcuni giochi del NES o arcade, come Donkey Kong, The Legend of Zelda, Super Mario Bros. e Balloon Fight. Come protagonista di molti dei giochi originali fu introdotto l'omino Mr. Game & Watch, divenuto una mascotte della serie.
La rivista Retrogame Magazine provò a fare una selezione dei dieci migliori Game & Watch, nell'ordine: Zelda, Donkey Kong, Octopus, Mario's Cement Factory (New Wide Screen), Turtle Bridge, Oil Panic, Greenhouse, Parachute, Chef, Fire (Wide Screen).
Come ogni fenomeno di massa, anch'essi furono soggetti a imitazioni, le più note sono quelle di Tiger Electronics, con la loro serie di giochi elettronici, e VTech con la loro serie Time & Fun, venduti in Italia dalla Polistil col nome di Schiacciapensieri.
Al giorno d'oggi, essi sono ricercati da parecchi collezionisti di videogiochi nella loro versione originale, mentre per il grande pubblico sono state create conversioni dei più importanti Game & Watch per le varie incarnazioni del Game Boy e del Nintendo DS nella serie Game & Watch Gallery, che oltre a includere una versione del gioco simile all'originale, ne offre un'altra completamente riveduta sotto l'aspetto grafico e sonoro.
Grazie al successo dei Game & Watch, diverse aziende li vollero sponsorizzare o utilizzare come gadget con il proprio marchio. Tra queste Dove, Mitsubishi, Smarties e Bosch. Furono prodotte perciò alcune varianti rimarchiate, a tiratura molto limitata, divenute eccezionali rarità molto ricercate dai collezionisti.

### Serie
- Silver (1980)
- Gold (1981)
- Widescreen (1981–1982)
- Multiscreen (1982–1989): dotati di doppio schermo e apribili, solitamente in verticale
- Tabletop (1983): più adatti a essere appoggiati al tavolo, dotati di joystick sporgente e forma che ricorda un mobile arcade
- Panorama (1983–1984): apribili, con l'immagine visualizzata tramite uno specchio
- New Widescreen (1982–1991)
- Super Color (1984): caratterizzati da schermo lungo e stretto con fondo diviso in più colori
- Micro Vs. System (1984): serie con modalità multigiocatore, dotati di due piccoli gamepad estraibili collegati da brevi cavi
- Crystal Screen (1986): dotati di schermo trasparente, attraverso il quale si vede ciò che sta dietro al gioco, con le immagini che appaiono "sospese" in aria

I singoli giochi sono descritti in Lista di Game & Watch.

Formato di ciascuna serie
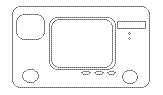
Silver
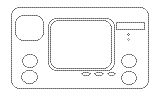
Gold
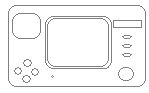
Widescreen
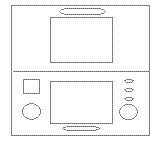
Multiscreen
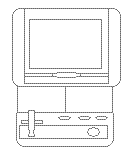
Tabletop
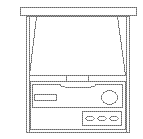
Panorama
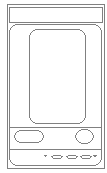
Super Color
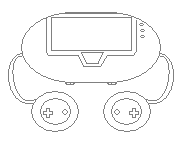
Micro Vs.
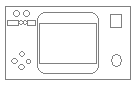
Crystal Screen

## Storia
Secondo la diceria, alla fine degli anni '70 Gunpei Yokoi ebbe l'idea dei Game & Watch tornando a casa in treno e vedendo un altro passeggero che giocherellava distrattamente
con la calcolatrice per ammazzare il tempo. Nei fatti, l'idea non era nuova e la Mattel Electronics aveva già prodotto giochi elettronici portatili a tema sportivo basati su LED. Si poteva tuttavia fare di molto meglio. La Nintendo produceva giocattoli e Yokoi, che lavorava già al reparto Nintendo Research & Development 1, si impegnò a progettare dispositivi piccoli e con alta durata della batteria, per essere competitivi nel prezzo e nella portatilità.
Si scelsero schermi LCD della Sharp, il cui costo stava calando molto in quel periodo, e le piccole batterie a bottone. Inizialmente si riutilizzarono i circuiti per display a sette segmenti delle calcolatrici e i giochi disponevano di 72 segmenti, di cui 28 utilizzati per l'orario. Il nome provvisorio era Micro Game, ma la presenza dell'orologio diede il nome definitivo Game & Watch ("gioco & orologio"). Nella serie Gold venne aggiunta anche la sveglia, rendendoli precursori degli smartwatch.
Nonostante difficoltà di programmazione e il ridotto numero di persone assegnate al progetto dalla Nintendo, il 28 aprile 1980 uscì il primo Game & Watch e all'inizio continuarono al ritmo di circa uno al mese. Nintendo riteneva che il punto di forza della serie fosse l'originalità, per cui si susseguirono i cambiamenti. La prima novità di rilievo fu la serie Wide Screen del 1981, dotata di schermo più ampio. In questa serie si iniziò anche a utilizzare licenze di personaggi famosi come Topolino o Snoopy. Un'altra grossa innovazione fu la serie Multi Screen nel 1982, dotata di doppio schermo e apribile, un antenato del Nintendo DS. Makoto Kano, responsabile del design all'epoca, racconta che per studiare il sistema di apertura dovette comprare dei portacipria. Con il doppio spazio su schermo vennero giochi più complessi e le prime trasposizioni in Game & Watch di giochi arcade. Con il Multi Screen Donkey Kong venne introdotta per la prima volta nel mondo dei videogiochi una vera croce direzionale, innovazione fortemente sostenuta da Yokoi per superare i limiti dei bottoni singoli senza l'ingombro del joystick.
Nel 1983 uscirono i Tabletop da tavolo, tecnicamente ammirevoli, ma ingombranti, costosi e alimentati da grosse batterie torcia; non furono un successo di vendite. L'effetto grafico di questi modelli è comunque notevole, grazie a complessi sistemi di specchi e pellicole colorate. La tecnologia fu riutilizzata nei più piccoli e più economici Panorama Screen. Altra variazione di successo furono i colorati New Wide Screen, mentre l'insolito formato Super Color fu un tentativo poco riuscito. Le ultime innovazioni furono il multigiocatore con la linea Micro Vs., dotata di due piccoli controller estraibili e di ben 10 cm di schermo, e gli originali Crystal Screen dotati di schermo totalmente trasparente.